# Scream (саундтрек)
«Scream: Music From The Dimension Motion Picture», «Scream/Scream 2» и «Scream: The Deluxe Edition» — официальные музыкальные альбомы 1996, 1997 и 2011 годов, содержащие музыку из фильмов «Крик» и Крик 2.

## Саундтрек
Альбом был выпущен 17 декабря 1996 года лейблом «TVT Records». Альбом содержит 11 композиций, большинство из которых звучали в фильме, а также фрагмент инструментальной композиции «Trouble In Woodsboro / Sidney’s Lament», написанной Марко Белтрами. В фильме в сцене закрытия школы звучит песня «School’s Out» Элиса Купера, однако на альбом попал кавер группы «The Last Hard Men». Гас Блэк исполнил акустическую версию знаменитого хита группы «Blue Öyster Cult», песни «Don’t Fear The Reaper» — музыка играет в сцене между Сидни и Билли. Аналист Джефф Смит охарактеризовал выбор композиции следующим образом:
Ироничное примечание к шокирующему вступлению фильма. Самое главное, выбор песни в данной сцене придаёт буквальный смысл тексту песни. Хотя в композиции Жнец - это символ смерти, в центре внимания оказывается человек, который не только одевается в Жнеца смерти, но и становится таковым для многих героев. Ирония здесь, безусловно, в том, что Билли - один из двух маньяков, терроризировавших город Вудсборо. И на самом деле, его стоит бояться.
Песня «Red Right Hand» в исполнении Nick Cave and the Bad Seeds звучит во всех трёх фильмах трилогии, но не появляется в картине «Крик 4». Кроме того, для фильма «Крик 3» Ник Кейв записал новую версию песни, которую многие называют «музыкальным сиквелом». В клипе на песню «Drop Dead Gorgeous» из репертуара группы Republica показаны фрагменты из фильма, — видео было показано на многих музыкальных каналах, включая MTV, однако сама песня не вошла в официальный саундтрек. Кроме того, песня используется в тв-спотах фильма.
Альбом не стал успешным, показав низкие результаты в Billboard 200. Ресурс Allmusic присвоил альбому 3 звезды из 5.

## Список композиций
| №                   | Название                                  | Автор(ы)                                                          | Исполнитель                 | Длительность |
| ------------------- | ----------------------------------------- | ----------------------------------------------------------------- | --------------------------- | ------------ |
| 1.                  | «Youth of America»                        | Джоуи Амно                                                        | Birdbrain                   | 3:03         |
| 2.                  | «Whisper»                                 | Марк Рью, Кит и Керри Браун                                       | Catherine                   | 3:12         |
| 3.                  | «Red Right Hand»                          | Мик Харви, Ник Кейв и Томас Вайдлер                               | Nick Cave and the Bad Seeds | 6:11         |
| 4.                  | «(Don't Fear) The Reaper»                 | Дональд Роузэр                                                    | Gus Black                   | 4:47         |
| 5.                  | «Artificial World [Interdimensional Mix]» | Джули Круз, Луис Туччи, Супа Д. Джей. Дмиттри и Ди. Джей. Сильвер | Julee Cruise with the Flow  | 5:08         |
| 6.                  | «Better Than Me»                          | Крис Рэндалл                                                      | Sister Machine Gun          | 4:01         |
| 7.                  | «Whisper to a Scream (Birds Fly)»         | Йен МакНэбб                                                       | Soho                        | 5:26         |
| 8.                  | «First Cool Hive»                         | Ричард Холл                                                       | Moby                        | 5:16         |
| 9.                  | «Bitter Pill»                             | Пил Уимберли                                                      | The Connells                | 3:41         |
| 10.                 | «School's Out»                            | Элис Купер, Майкл Брюс, Глен Бакстон, Дэннис Данавэй и Нил Смит   | The Last Hard Men           | 2:17         |
| 11.                 | «Trouble In Woodsboro / Sidney's Lament»  | Марко Белтрами                                                    | Марко Белтрами              | 3:28         |
| Общая длительность: | Общая длительность:                       | Общая длительность:                                               | Общая длительность:         | 46:30        |

Такжев фильме звучали песни «I Don’t Care» (в исполнении Диллона Диксона) и «Ready To Go» (исполненная группой Republica).

## Инструментальная музыка

### Scream/Scream 2
Альбом под названием «Scream/Scream 2» выпустил лейбл «Varèse Sarabande» 14 июля 1998 года. Диск содержал композиции, написанные Марко Белтрами для первого и второго фильмов. Релиз является далеко не полным и содержит всего 9 треков, звучавших во втором фильме: «Stage Fright Requiem», «Love Turns Sour», «Cici Creepies», «Deputy for a Friend», «Hollow Parting», «Dewpoint/Stabbed», «Hairtrigger Lunatic», «Sundown Search» и «It’s Over, Sid». Их общая продолжительность составила всего 17 минут, учитывая тот факт, что для фильма были написаны композиции общей продолжительностью около 90 минут. К тому же, средняя продолжительность официальных релизов с инструментальными композициями к фильмам составляет 30-45 минут.
В альбоме отсутствует трек «Cassandra Aria», написанный композитором Дэнни Элфманом. Критик со знаменитого сайта-обозревателя «Filmtracks.Com» назвал композицию «трёхминутным неистовым шедевром хоровой музыки». По мнению критиков, столь «бедный» релиз объясняется тем фактом, что за более полное издание авторских работ продюсерам пришлось бы заплатить высокий гонорар.
В работах Белтарми для трилогии чувствуется влияние таких композиторов, как Ханс Циммер, Эллиот Голденталь, Эннио Морриконе и Кристофер Янг. Кроме того, в картине использованы композиции «Brothers» и «Secure», написанные Циммером для фильма «Сломанная стрела», — в записи треков принимал участие гитарист Дуэйн Эдди. Эти две мелодии стали главной музыкальной темой персонажа Дьюи Райли и звучат в сценах Райли и Гейл, а также перед композицей «She Said», играющей во время финальных титров.
Критики оценили профессиональный рост Белтрами, сравнивая работы над этим фильмом и первой частью, однако по их мнению, главным достоинством фильма в плане музыки стали работы Ханса Циммера и «Ария Кассандры», написанная Дэнни Эльфманом. Между тем, мелодию персонажа Дьюи, написанную Белтарми, заменили на музыку Циммера, посчитав её более «броской». Отсутствие трека Эльфмана особо вызывает чувство незавершённости альбома. В итоге саундтрек был оценён в 2.5 балла из 5. Обозреватель сайта AllMusic написал, что музыка Белтрами «идеально отобразила пост-модернистский настрой серии Криков» — альбому присвоили 3 звезды из 5.

## Список композиций
| №                   | Название                        | Автор и исполнитель | Длительность |
| ------------------- | ------------------------------- | ------------------- | ------------ |
| 1.                  | «Sidney's Lament [Крик]»        | Марко Белтрами      | 1:37         |
| 2.                  | «Altered Ego [Крик]»            | Марко Белтрами      | 2:47         |
| 3.                  | «Trouble In Woodsboro [Крик]»   | Марко Белтрами      | 1:49         |
| 4.                  | «A Cruel World [Крик]»          | Марко Белтрами      | 1:53         |
| 5.                  | «Chasing Sidney [Крик]»         | Марко Белтрами      | 1:27         |
| 6.                  | «NC-17 [Крик]»                  | Марко Белтрами      | 3:03         |
| 7.                  | «Stage Fright Requiem [Крик 2]» | Марко Белтрами      | 2:07         |
| 8.                  | «Love Turns Sour [Крик 2]»      | Марко Белтрами      | 4:44         |
| 9.                  | «Cici Creepies [Scream 2]»      | Марко Белтрами      | 1:13         |
| 10.                 | «Deputy For A Friend [Крик 2]»  | Марко Белтрами      | 2:17         |
| 11.                 | «Hollow Parting [Крик 2]»       | Марко Белтрами      | 1:47         |
| 12.                 | «Dewpoint & Stabbed [Крик 2]»   | Марко Белтрами      | 2:15         |
| 13.                 | «Hairtrigger Lunatic [Крик 2]»  | Марко Белтрами      | 1:11         |
| 14.                 | «Sundown Search [Крик 2]»       | Марко Белтрами      | 0:50         |
| 15.                 | «It's Over, Sid [Scream 2]»     | Марко Белтрами      | 0:46         |
| Общая длительность: | Общая длительность:             | Общая длительность: | 29:46        |

1. Dimension Logo (0:19)
2. The Cue From Hell (10:32)
3. Trouble In Woodsboro (01:57)
4. Sid’s House (01:12)
5. Red Herring (02:17)
6. Killer Calls Sidney (02:57)
7. Chasing Sidney (01:29)
8. Cell Phone (01:01)
9. Backdoor Gail (0:49)
10. Schoolyard 2 (01:16)
11. Sid’s Doubt (01:27)
12. Bathroom (03:03)
13. Mr. Himbry Gets It (02:15)
14. Sheriff and Dewey (01:25)
15. Tatum’s Torture (03:02)
16. Sidney Wants It (03:11)
17. Dewey and Gail (01:56)
18. Off To See Himbry (00:47)
19. Killer Stabs Billy (02:49)
20. Randy Almost Gets It (02:37) [*]
21. Gail Crashes The Van (01:48)
22. They’re Crazy (09:49)
23. Sid Stabs Billy (04:26)
24. Billy’s Back (01:15)
25. End Credits (01:45)

[*] Музыку написал Кристоф Бек.